# Dessous

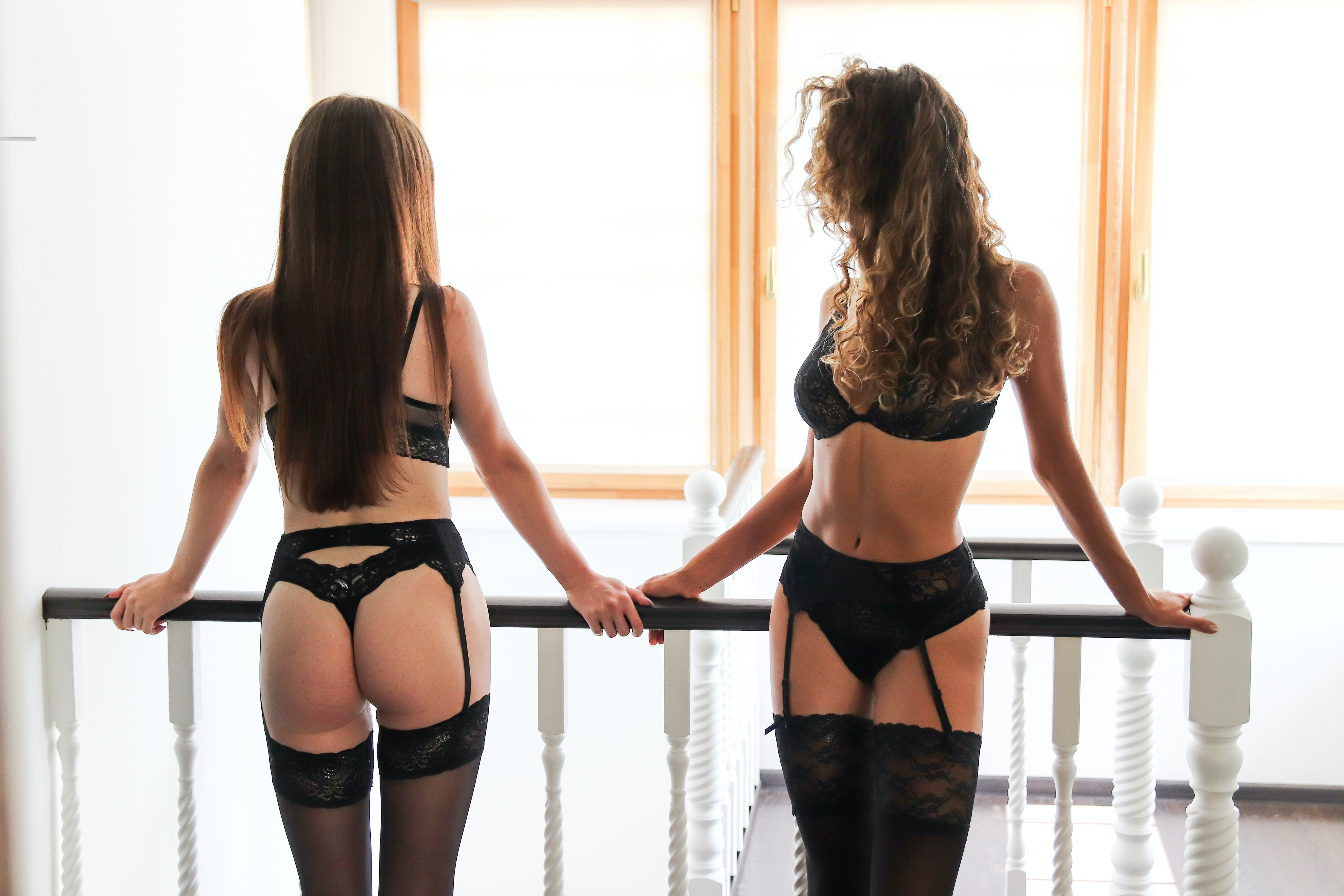
Dessous-Set aus schwarzer Spitze

Dessous (IPA: [dɛˈsuː], anhörenⓘ) sind eine Kategorie von eleganter, hauptsächlich weiblicher Unterwäsche. Es gibt Modeströmungen, die verschiedene Dessous auch als Accessoire einsetzen, beispielsweise Bodys oder Korsagen. 
Dessous ist ein Lehnwort aus dem Französischen, das „Unteres“ bezeichnet. Die Geschichte der Dessous ist mit der Geschichte der Unterwäsche verbunden.

## Geschichte

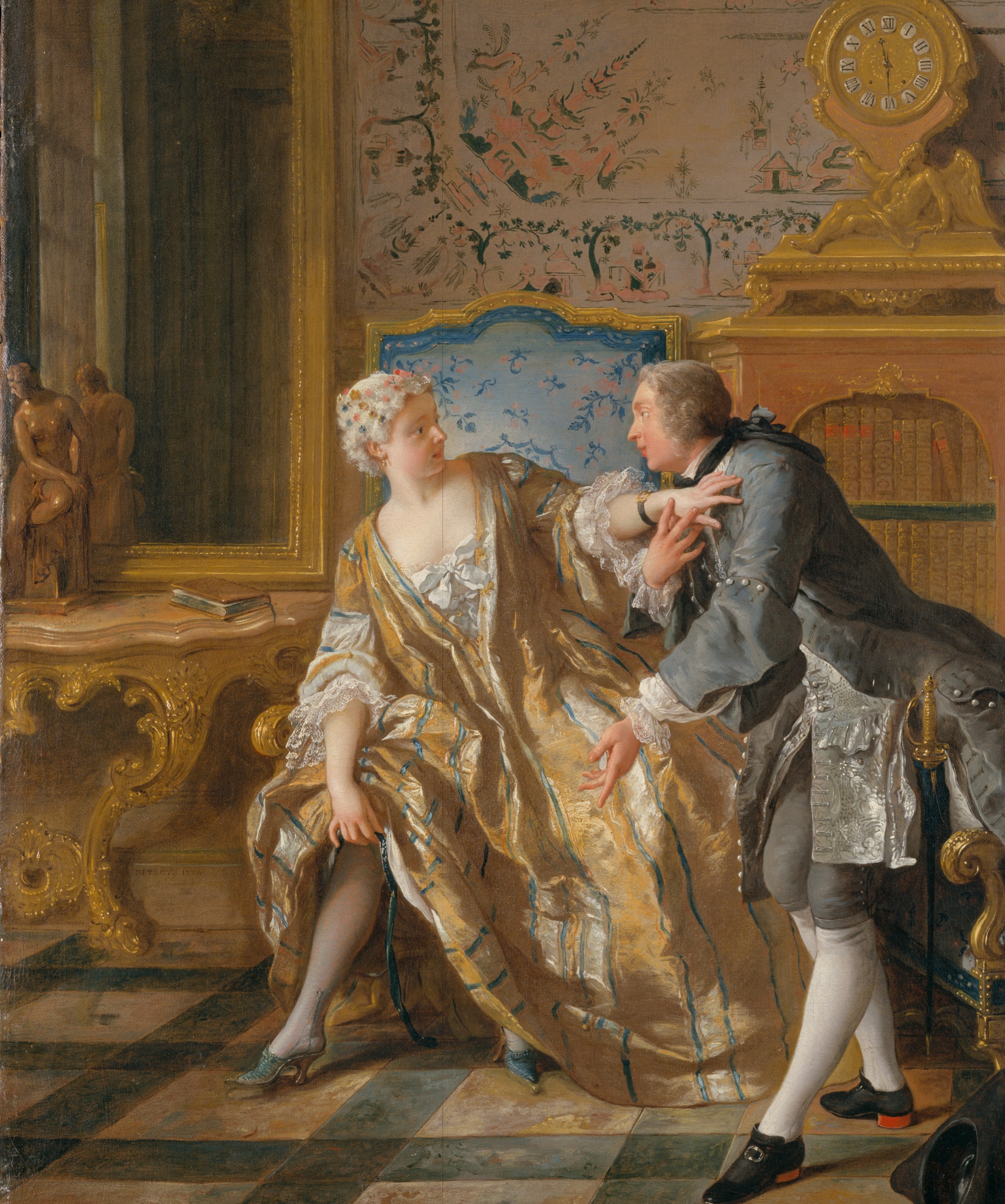
Das Strumpfband (1724–1725, Gemälde von Jean François de Troy) im Metropolitan Museum of Art

Zu Beginn der Renaissance wandelte sich um 1500 vor allem für die Frauen des höheren Standes die Mode, als sich die Prüderie und Nüchternheit des spanischen Hofes im damaligen Europa durchsetzte. Flachbrüstigkeit war das Modediktat jener Zeit, was durch Zusammenpressen der weiblichen Rundungen in steife Unterleibchen erreicht wurde, die versteckt unter der Oberbekleidung getragen wurden, Aus den Schnürleibchen entwickelte sich dann später das Korsett, das bis Anfang des 20. Jahrhunderts das Erscheinungsbild der Damenunterbekleidung bestimmen sollte. Für die einfache Bevölkerung blieb das Hemd jedoch weiterhin die Universalunterwäsche für alle Gelegenheiten. Wer es sich leisten konnten, besaß mehrere Hemden, die auch mit schmucken Verzierungen ausgestattet wurden.
Im 18. Jahrhundert setzte sich gepflegte Unterwäsche allmählich durch. Es entstand der Wirtschaftszweig von Weißnäherei, -handel und -wäschereien. Seidenunterwäsche war dagegen noch wenig verbreitet, weil sie sehr teuer war. Unterwäsche wurde ab den 1870er Jahren als praktisch und schick angesehen, so entstanden erste Modetrends auf diesem Sektor, vor allem aufwändig gestaltete Damenunterwäsche entwickelte sich zum Sinnbild für Erotik.
Im 19. Jahrhundert erlebten Frauen die Welt durch ihren Ehemann, und sie persönlich wurden über ihn bewertet. Frauen konnten nur mit ihrer Schönheit und erotischen Ausstrahlung und damit eng verbunden mit ihrer Kleidung direkten Erfolg erzielen. Selbst der Körper junger Mädchen wurde mit Dessous wie Corsage, Hüftgürtel und Büstenhalter für die „Weibchenrolle“ in Form gebracht.
Das Korsett wurde von den Suffragetten der Frauenrechtsbewegung abgelehnt.
Die Strümpfe der Frauen gehörten zu den Dessous, da sie unter langen Röcken verschwanden - Männer hingegen stellten Beine und Strümpfe zur Schau, bis um 1820/30 ihre Kniehosen aus der Mode kamen. Die Frauen praktizierten den sogenannten „Retroussé“ (Raffen der Röcke), die Kunst, den zierlichen Fuß, die feinen Fesseln und noch mehr zu zeigen.

## Entwicklung

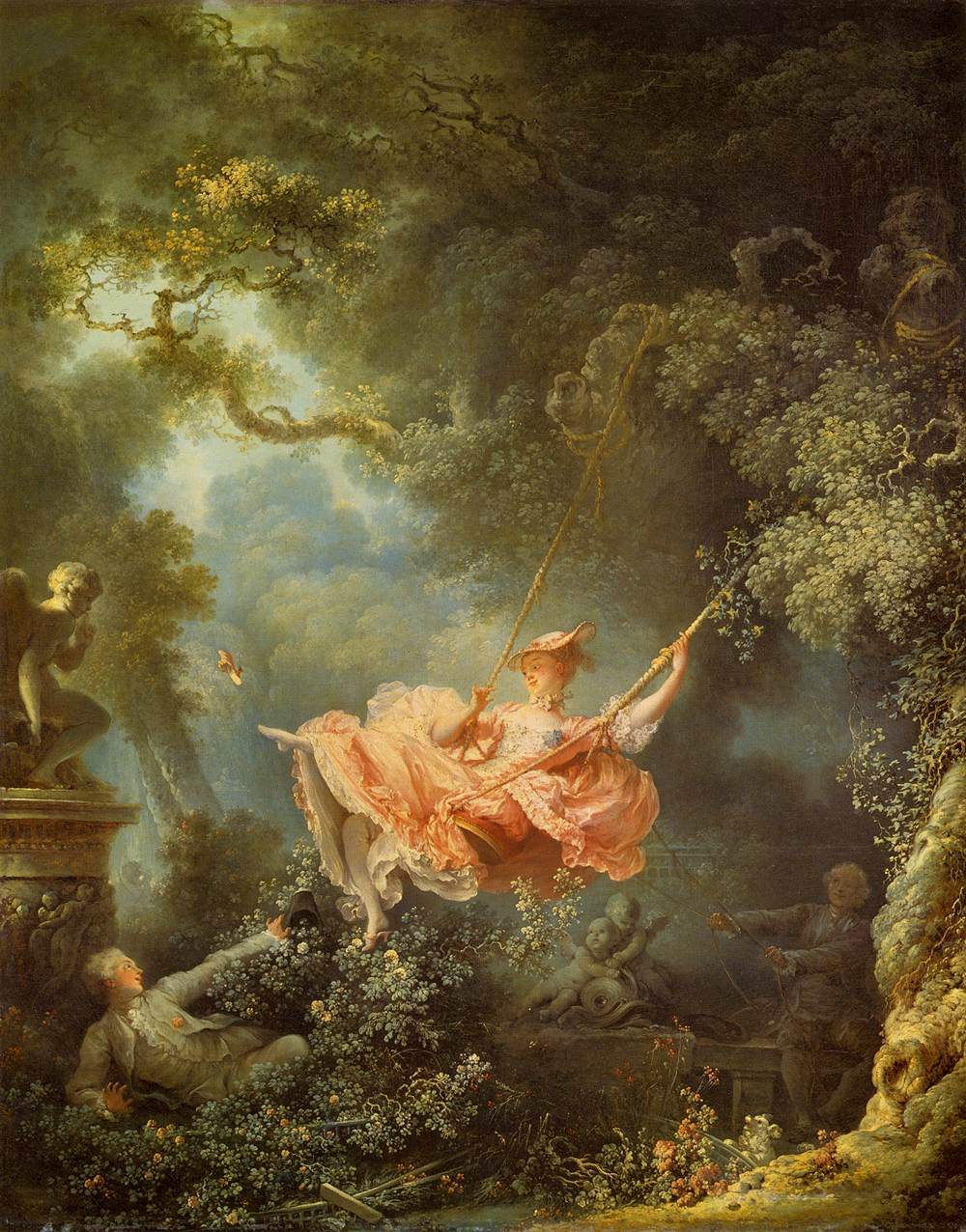
Jean-Honoré Fragonard - The Swing (von 1767)

Der Kulturhistoriker Eduard Fuchs zählt die Ausübung des Retroussé zur
raffinierten Entwicklung der Dessous: Um die pikanten Raffinements der Dessous zeigen bzw. sehen zu können, suchte man Gelegenheiten möglichst sich häufig und stark zu retroussieren (aus dem frz . aufschlagen, zurückschlagen, aufschürzen). Es nicht zu tun, war geradezu verdächtig, denn das ließ vermuten, dass die betreffende Dame nicht nach dem neuesten Geschmack gekleidet ging. Was bei der Promenade, dem Betreten der Sänfte oder Kalesche nicht möglich war, war die begehrteste Pointe des Retrousse - das Sichtbarwerden der Strumpfbänder - und ließ sich beim Spiel nachholen. Die beste Gelegenheit war wohl sich auf der Schaukel keck durch die Luft zu schwingen, also kam die Schaukel damals in allen Formen in die Mode, kein Spiel war so beliebt. Hunderte von zeitgenössischen Bildern und Kupfern halten fest, wie die Schönen sich unbesorgt um die verführerischen Schauspiele, die sie den Zuschauern dadurch boten, dem Vergnügen dieses Spiels hingaben und durch geschickte Bewegungen dafür sorgten, dass „alle Wirkungen ungeschmälert zur Geltung kommen“. So entstanden Gemälde wie 1724–1725 „Die glücklichen Zufälle der Schaukel“ von Jean-Honoré Fragonard, wo stets die Frau sich allein auf der Schaukel befand, während der Mann der Zuschauer war.
Die intensivere Entwicklung und Kultivierung der Dessous beschränkte sich zuerst auf Schuhe, Strümpfe und Strumpfbänder, die man wirkungsvoll zur Geltung brachte. Strümpfe gingen zuerst nur bis zum Knie, wo sie mit Strumpfbändern fixiert wurden. Retroussé war auch „die Kunst, sein Bein zu zeigen“ und da es nur unschicklich war, Nacktheit zu zeigen, kamen immer längere Strümpfe in Mode bis zum Oberschenkel hoch, und erlaubten den Damen ein immer höheres Schürzen der Röcke.
Der Modeschöpfer Jean-Paul Gautier löste in den 1980ern mit seinen Cocktailkleidern aus Unmengen an Tüll sowie sichtbar getragenen Spitzenbodies und Büstenhaltern einen Dessous-Boom aus.
Es gibt keine vorherrschende Meinung darüber, was das Dessous genau ist, außer dass das weibliche Dessous seit den 1980er Jahren seinen Charakter des „Darunter“ verlor und teils zur Oberbekleidung, also einem „Darüber“, wurde.

## Arten

### Büstenhalter und Slip
Dessous bestehen oft aus zwei zusammenpassenden Teilen, meist einem BH und Slip, die in dieser Kombination als BH-Set bezeichnet werden. BHs bestehen üblicherweise aus einem Textilgemisch aus Baumwolle, Polyamid und elastischen Fasern wie beispielsweise Elastan.
Es gibt Sets mit Slips und BHs oder Bustiers oder Torseletts, die einen großen Teil des Torsos bedecken. Bei den Slipformen gibt es unter anderem French Knickers, Strings oder Tangas.

### Strümpfe und Strumpfhosen
Zu den Dessous gehören Strumpfhosen, Nylonstrümpfe und Netzstrümpfe, sogenannte Fishnets. Strümpfe und Strumpfhosen sind häufig gemustert, verfügen wie die klassischen Cuban Heels über eine Naht oder besitzen ein breites Abschlussband aus Spitze. Für Strümpfe kommen neben der ursprünglichen Befestigungsart des Strumpfbandes, das heute meist nur dekorativen Zwecken dient, auch Strapse zur Verwendung. Es gibt auch halterlose Strümpfe, die durch eine Beschichtung des oberen Abschlusses mit Kunststoffen funktionieren.

### Formende Kleidung
Formende Kleidung, sind Dessous, die Brust und Taille formen. Dazu gehören Korsetts, die den Körper stark formen, sowie weniger stark formende Corsagen und Korseletts und Shapewear. Die Materialien können bei Korsetts sehr schwer sein, beispielsweise Brokatstoff oder Leder, während die Stoffe der anderen Spielarten eher denen der BHs entsprechen. Die Schnitte entsprechen teilweise hergebrachten historischen Formen. Es werden in Taillen-, Unterbrust- und Überbrustformen unterschieden. Typisch sind Schnürungen, die bei weniger hochwertiger Wäsche oft keine Funktion erfüllen.

## Reizwäsche
Reizwäsche sind Dessous, die aufgrund ihres Aussehens auf andere erotisch anziehend wirken sollen. Die Einordnung von Kleidungsstücken als Reizwäsche oder Dessous ist subjektiv. Reizwäsche wird häufig aus Spitze oder Satin hergestellt. Die Wirkung kann durch spezielle Schnitte wie etwa bei der Büstenhebe unterstrichen werden. Reizwäsche gibt es sowohl für Frauen als auch für Männer.
Reizwäsche reicht von im Alltag bequem zu tragenden Dessous bis hin zu Kleidungsstücken, die als Sexspielzeug dienen können. Es gibt Reizwäsche, die ouvert geschnitten ist, so dass sie beim Geschlechtsverkehr getragen werden kann, ohne dabei zu behindern. Bei Reizwäsche kommen neben transparenten Stoffen, Spitze und Netzstoffen auch hochglänzende Materialien wie Lack oder Latex zum Einsatz. Reizwäsche verwendet auch Materialien wie Ketten oder Perlenstränge oder essbare Materialien wie Liebesperlen (sogenannte Candy-Wäsche).
Zur Verstärkung der erotischen Wirkung werden auch Federboas, Spitzen- und Netzhandschuhe, sowie Ärmlinge, Overknees oder Stulpen eingesetzt.

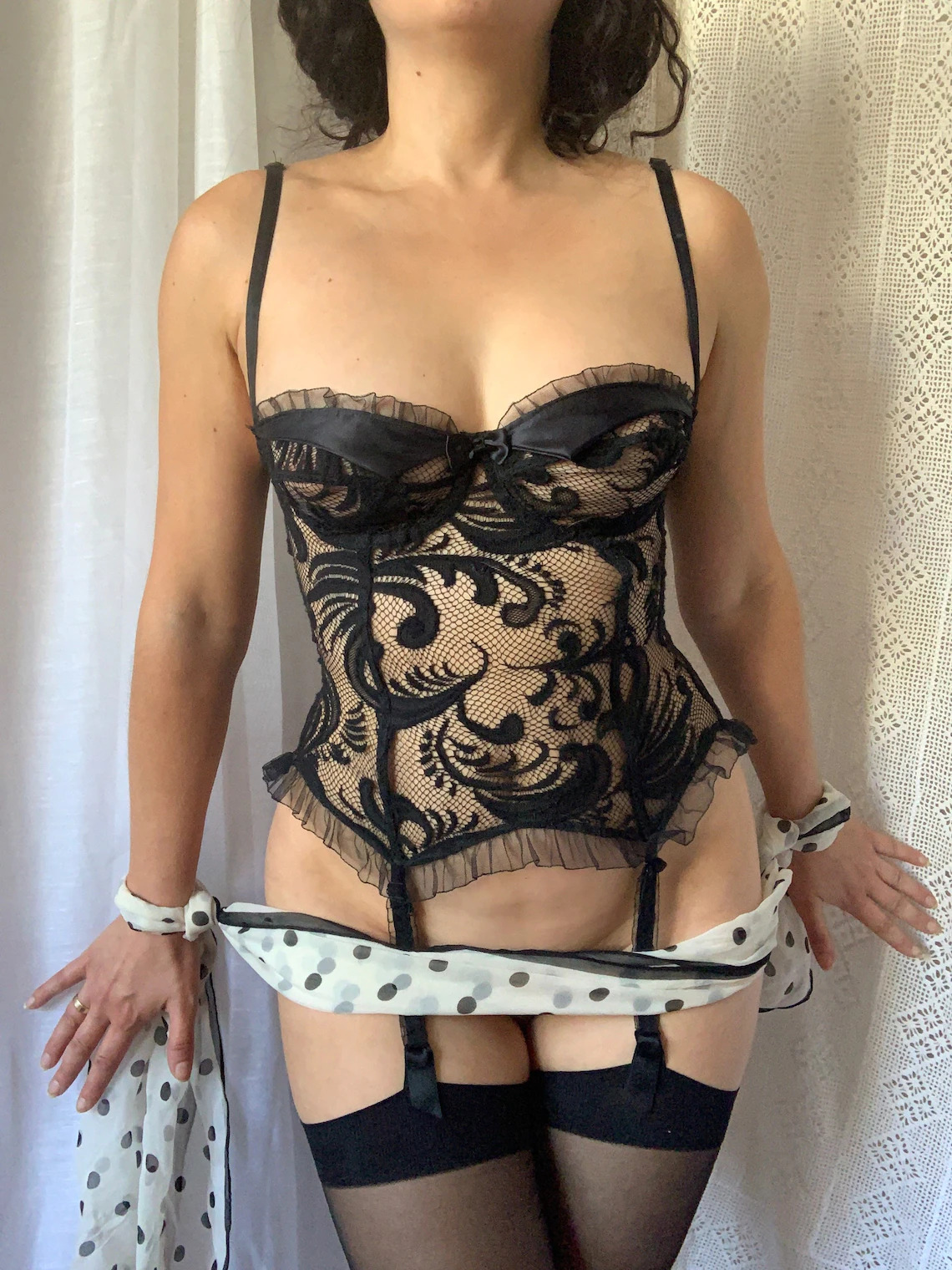
Typische Reizwäsche: Bustier und Strapse mit Spitze
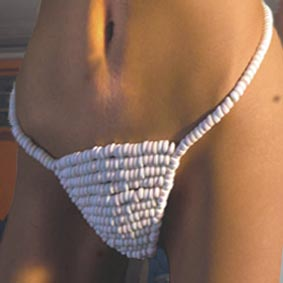
Essbare Unterwäsche
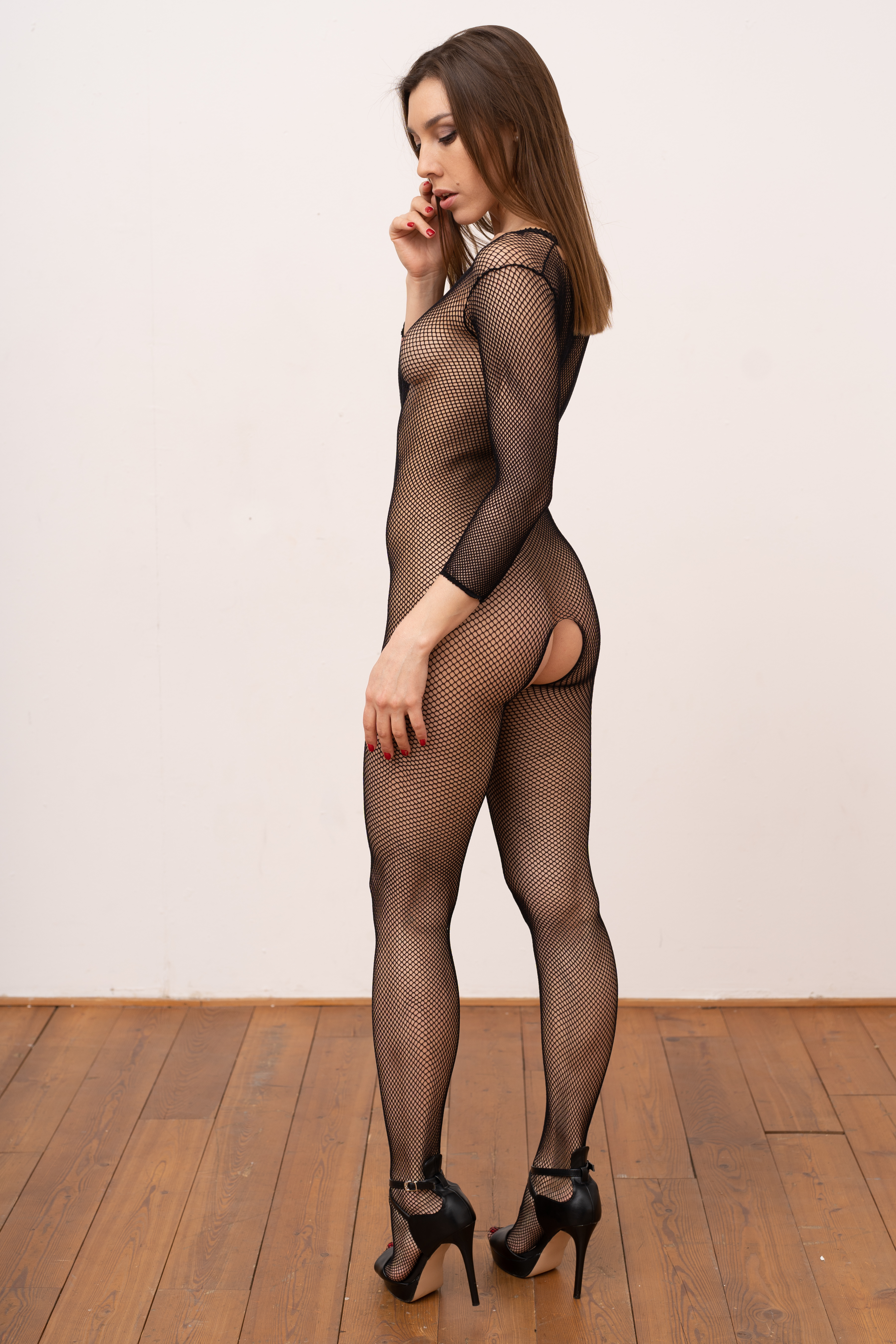
Ganzkörper-Netzanzug
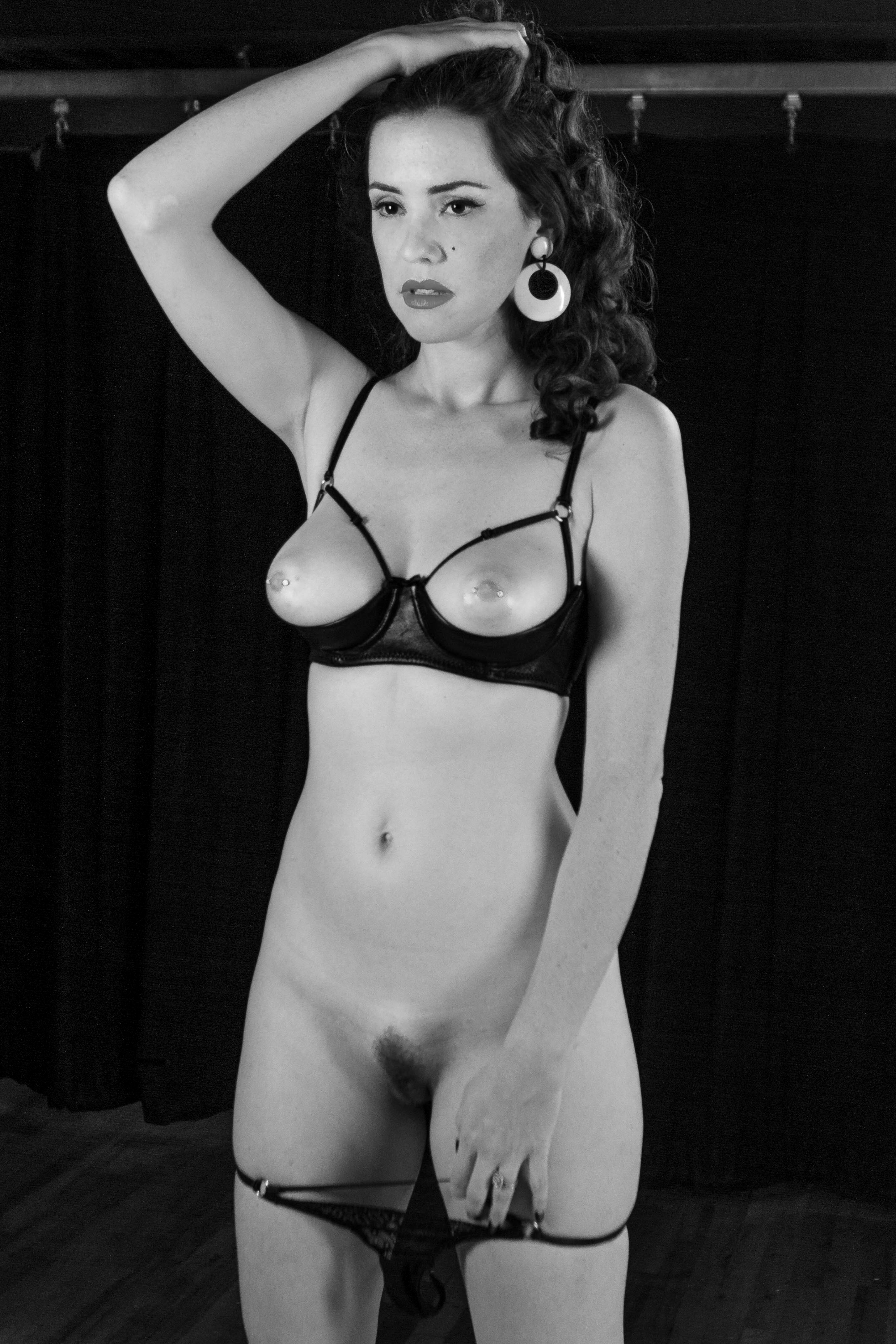
Büstenhebe und Stringtanga als sexuelles Reizmittel
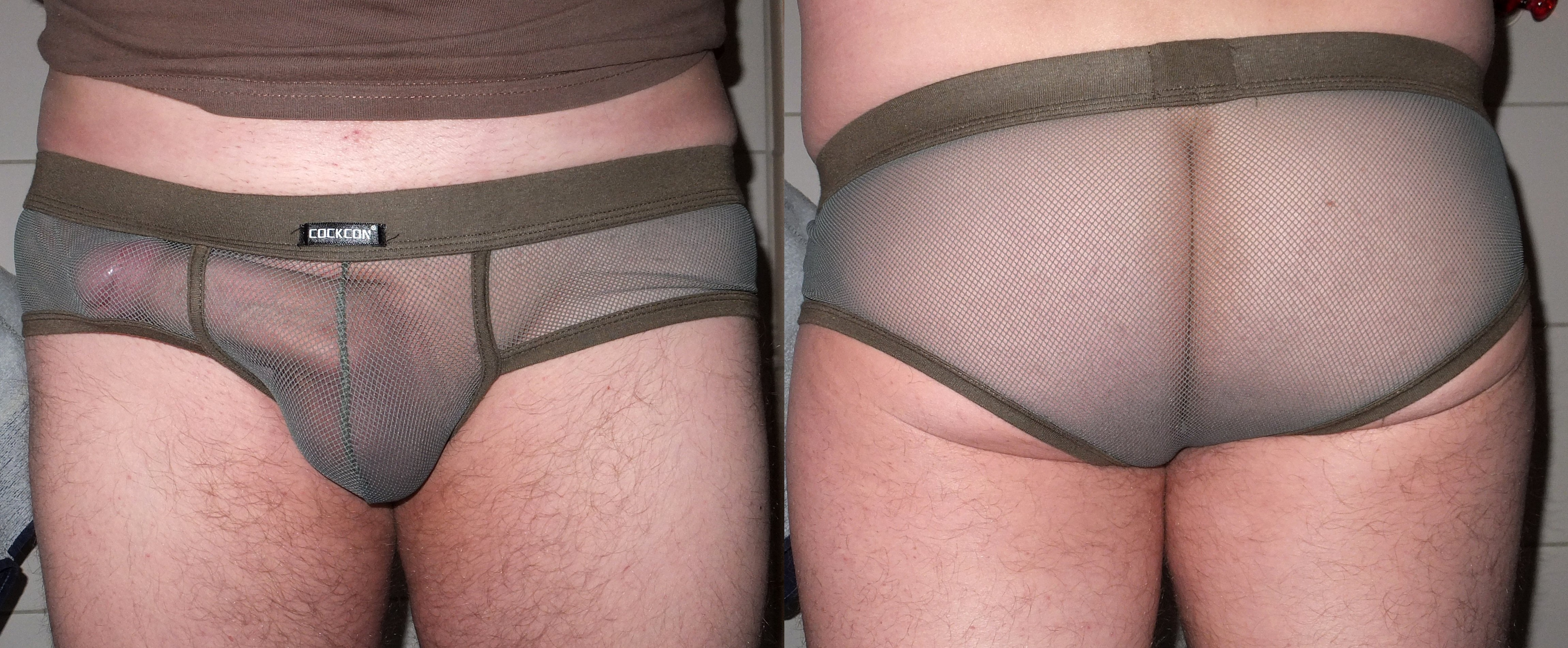
Männer-Reizwäsche, transparent

Als Reizwäsche für Männer werden meist Unterhosen oder Unterwäsche aus durchsichtigen oder netzartigen Materialien verstanden; die Schnitte entsprechen oft denen funktionaler Wäsche. Gängige Formen sind Tangas, Strings, Hüftpants oder Jockstraps. Darüber hinaus gibt es häufig dazu passende Unterhemden, beispielsweise Netzunterhemden, aber auch Bodys und String-Bodys.